# 都柏林 (北卡羅萊納州)
都柏林（英語：Dublin）是一個位於美國北卡羅萊納州布拉登縣的城鎮。

## 人口
根據2020年美國人口普查的數據，都柏林的面積為1.13平方千米，皆為陸地。當地共有人口267人，而人口密度為每平方千米236人。